# Четверо искусных братьев
«Четверо искусных братьев» (нем. Die vier kunstreichen Brüder) — немецкая сказка, включённая братьями Гримм в их сборник сказок под номером 129. По системе классификации сказочных сюжетов Aарне-Томпсона она имеет номер 653 («Четверо искусных братьев»).

## Источник
Сказка была опубликована братьями Гримм во втором издании «Детских и семейных сказок» в 1819 году. Источником для них послужила версия этой народной сказки, рассказанная в семье Хассенпфлуг.

## Сюжет
Старый бедняк отправляет своих сыновей учиться ремеслу. Каждый из них, идущий своей дорогой, встречает случайного человека, который обучает его определённому ремеслу. Так, старший сын становится вором, второй — астрономом, третий — охотником, а четвёртый — портным. По их возвращению отец решает подвергнуть их испытанию. Он спрашивает своего второго сына о количестве яиц в гнезде на высоком дереве, и тот с помощью телескопа отвечает ему, что пять. Затем старший сын забирается на дерево и крадёт яйца, так что птицы ничего не замечают, а третий сын с помощью одного выстрела раскалывает в пять яиц пополам. Четвёртый сын сшивает разбитые яйца и цыплят внутри так хорошо, что после того, как старший сын возвращает яйца обратно в гнездо, опять же незаметно для матери-птицы, из них вылупляются птенцы, и единственным признаком случившегося с ними является красная полоска на их шеях.
Вскоре после этого случая дракон похищает королевну. Братья отправляются её спасать. Астроном при помощи своего телескопа находит её, и успешно выпрашивает у короля корабль, чтобы добраться до места, где её держат в плену. Охотник не решается стрелять в дракона, опасаясь навредить и принцессе. Вместо этого вор крадёт её незаметно от дракона, и братья вместе с ней отправляются к королю. Дракон же преследует их, и на этот раз охотник убивает его выстрелом в сердце. Но при падении дракона в океан образуется волна, разбивающая корабль братьев вдребезги. В конце концов, портной спас их всех, сшивая судно обратно.
Король не знал, кому отдать свою дочь замуж, так как каждый из братьев сыграл важную роль в её спасении. Вместо дочери он жалует им по четверти королевства, и братья соглашаются на этот вариант, дабы не ссориться между собой.

## Анализ

### Аналоги
Исследователь Дэниел Дж. Кроули, сравнивая сюжеты сказок Индонезии, Африки, Мадагаскара, Британских островов, Франции, Испании и мусульманского Ближнего Востока, пришёл к выводу, что этот тип сказки относится к числу одних «из самых популярных и распространённых в мире».
По словам литературоведа Джека Ципеса, подобный сказочный сюжет популярен как в Европе (особенно в Италии), так и на Востоке.

### Происхождение
Фольклорист Стит Томпсон высказал предположение, что индийское литературное произведение «Океан сказок» содержит «вероятный оригинал» европейской сказки о четырёх братьях.
В сборнике индийских сказок «Двадцать пять рассказов Веталы» есть история о троих молодых мужчинах, обладающих необычайными способностями и соревнующихся за право жениться на принцессе.

### Варианты
Самая старая европейская версия этой сказки появляется в средневековом сборнике рассказов «Новеллино».
Французская писательница и сказительница Анриетта-Жюли де Мюра записала литературную версию этой сказки под названием «Отец и его четыре сына» (фр. Le Père et ses quatre fils).
Чешский (моравский) вариант истории «Четыре брата» был записан Альбертом Вратиславом. Сам Вратислав утверждал, что чешская сказка «выигрывает в сравнении со сказкой Гримм о четырёх искусных братьях».
Йоландо Пино-Сааведра включил вариант этой сказки под названием «Пять братьев» в сборник «Чилийские народные сказки».
Итальянский писатель Джамбаттиста Базиле также записал литературную версию «Пять сыновей».
Русский вариант сказки называется "Семь Семёнов".

## В массовой культуре
- Одна из серий аниме «Сказки братьев Гримм» посвящена этой истории. В этой версии старшего брата зовут Франц, второго — Вильгельм, третьего — Георг, а младшего — Петер.
- Венгерский вариант сказки лёг в основу одного из эпизодов венгерского телесериала «Венгерские народные сказки[венг.]» (венг. Magyar népmesék), получившего название «Астроном, вор, охотник и портной» (венг. A csillagász, a lopó, a vadász meg a szabó).